# الکسیس فاوکس
الکسیس فاوکس (به انگلیسی: Alexis Fawx)(زاده ۲۳ ژوئن ۱۹۷۵) یک بازیگر پورنوگرافی آمریکایی است.

## زندگی‌نامه
الکسیس فاوکس اولین‌بار در سال ۲۰۱۰ و در سن ۳۵ سالگی شروع به بازی در فیلم‌های پورن در فلوریدا کرد.
فاوکس تا به حال در بیش از ۵۴۰ فیلم پورن بازی‌کرده است.

## زندگی شخصی
الکسیس آشکارا یک دوجنس‌گرا است.